# Sluneční a měsíční písmena
V arabštině a maltštině jsou souhlásky rozdělené do dvou skupin – sluneční písmena (حروف شمسية‎‎ [hurúf šamsijja]) a měsíční písmena (حروف قمرية‎ [hurúf qamarijja]), které určují, zda se písmeno  l (ﻝ lám) v určitém členu al- (الـ‎) ve výslovnosti asimiluje se souhláskou na začátku dalšího slova, či nikoli.
Pojmenování těchto písmen vychází z překladu slov slunce (aš-šams) a měsíc (al-qamar). V případě slunce se člen mění na aš- vlivem počátečního š ve slově „šams“. V opozici stojí měsíc al-qamar, kde si člen určitý tvar zachovává.

## Pravidlo
U slunečních písmen se písmeno "l" v určitém členu "al-" asimiluje v počáteční souhlásku podstatného jména před nímž stojí. Vzniká tak zdvojená souhláska. Například řeka Nil se v arabštině vyslovuje an-Nil, nikoliv al-Nil.
U měsíčních písmen k asimilaci nedochází a určitý člen "al-" si tvar zachovává.
| sluneční písmena | ﺕ‎  | ﺙ‎   | ﺩ‎    | ﺫ‎    | ﺭ‎   | ﺯ‎    | ﺱ‎     | ﺵ‎   | ﺹ‎   | ﺽ‎   | ﻁ‎   | ﻅ‎   | ﻝ‎    | ﻥ‎   |
| sluneční písmena | tá | thá | dál  | dhál | rá  | zaj  | sín   | šín | sád | dád | tá  | zá  | lám  | nún |
| sluneční písmena | t  | t   | d    | d    | r   | z    | s     | š   | s   | d   | t   | z   | l    | n   |
|                  |    |     |      |      |     |      |       |     |     |     |     |     |      |     |
| měsíční písmena  | ء‎  | ﺏ‎   | ﺝ‎    | ﺡ‎    | ﺥ‎   | ﻉ‎    | ﻍ‎     | ﻑ‎   | ﻕ‎   | ﻙ‎   | ﻡ‎   | ﻭ‎   | ﻱ‎    | ه‎   |
| měsíční písmena  | ʼ  | bá  | džím | há   | chá | ʻajn | ghajn | fá  | qáf | káf | mím | wáw | já   | há  |
| měsíční písmena  | ʼ  | b   | dž   | h    | ch  | ʻ    | g     | f   | q   | k   | m   | ú   | í, j | h   |

Výjimkou je písmeno džím (ﺝ‎), které se v různých částech arabského světa vyslovuje jinak. Proto u tohoto písmene nemusí pravidlo slunečních a měsíčních písmen v některých částech arabského světa (např. Egypt) platit.

## Přepis
Při přepisu (transkripci) arabštiny do češtiny se zohledňuje asimilace slunečních písmen, přepis tedy vychází z výslovnosti. V angličtině je zvykem naopak určitý člen ve jménech běžně přepisovat i u slunečních písmen jako „al-“, přepis tedy vychází z arabského pravopisu (transliterace). Pokud se však uvádí arabská slova či původní názvy, i v angličtině se používá fonetický přepis, aby byla zřejmá správná výslovnost.